# گکوی انگشت‌کوتاه ایرانی
جکوی انگشت کوتاه ایرانی یا جکوی شانه‌انگشتی موری (نام علمی: Stenodactylus affinis) گونه‌ای جکو است که در ایران (شمال‌شرقی استان خوزستان و جنوب استان فارس) و عراق زندگی می‌کند.

## اندازه
اندازه متوسط از پوزه تا مقعد تا ۶۰ میلی متر می‌رسد. و طول دم تا ۲۹ میلی متر می‌باشد.

## زیستگاه
نواحی کویری خشک، در نواحی دشتی شنی یا رسوب‌دار با پوشش گیاهی کم یا در مناطق زراعی.